# Cova des Rafal Vell
La cova des Rafal Vell és una cova artificial prehistòrica situada a la possessió des Rafal Vell, al municipi de Llucmajor, Mallorca. Les dimensions d'aquesta cova són de 19,8 m de llargària per 7,8 m d'amplada. La seva alçada màxima és de 2 m.